# Zondprogramma

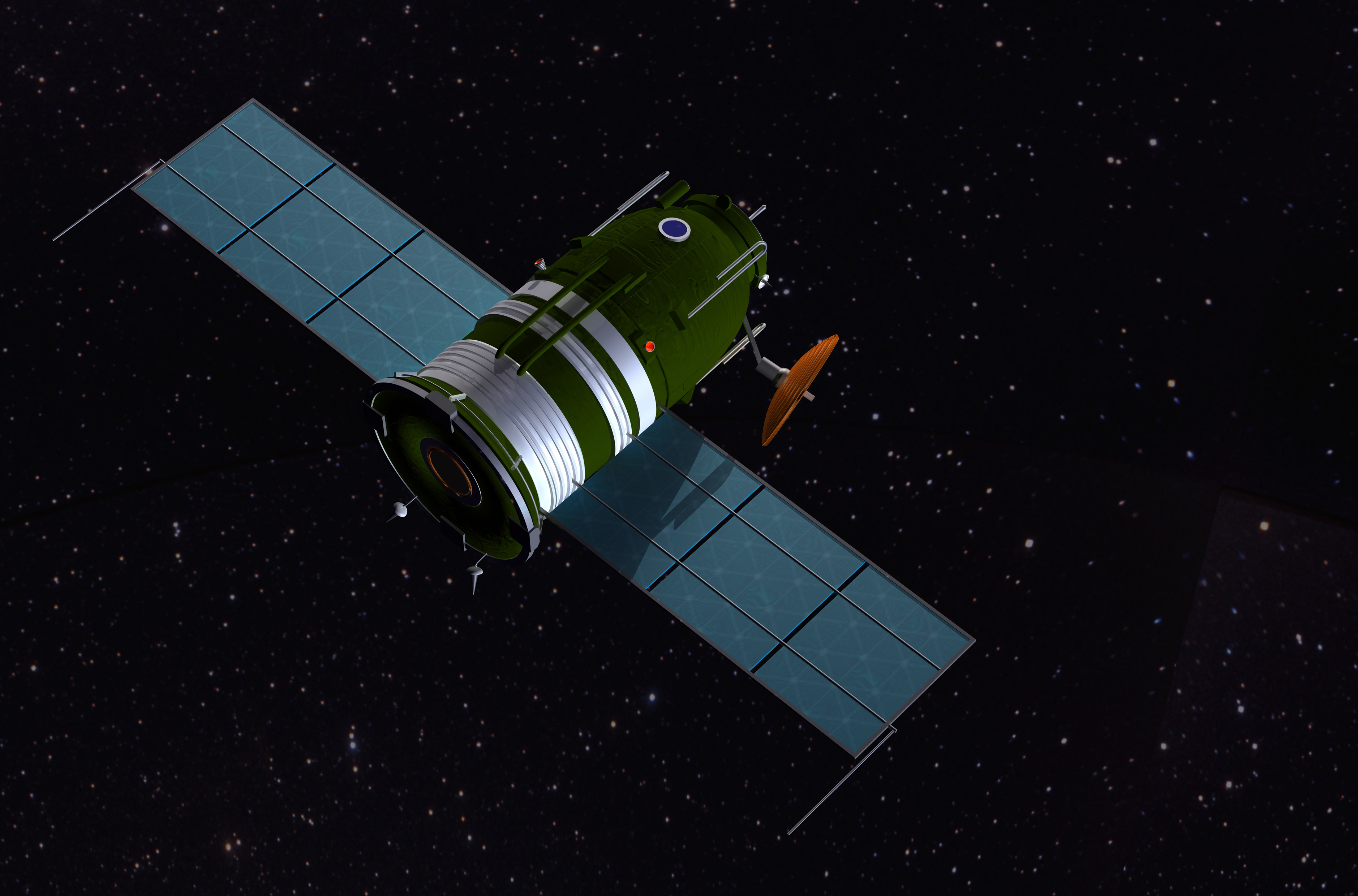
Illustratie van een Zond op weg naar de Maan

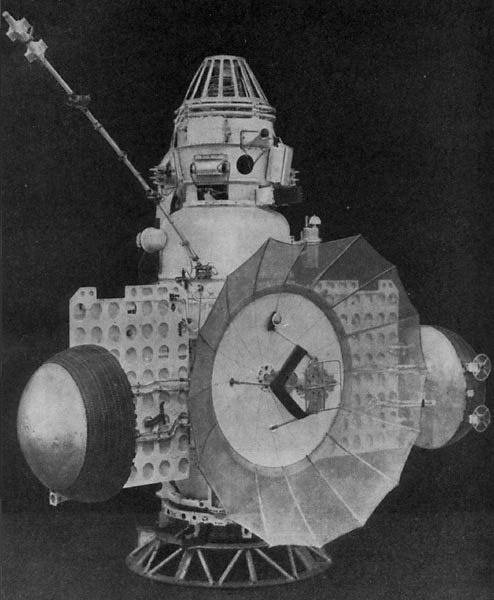
Zond 2

Zond (Russisch: Зонд; "sonde") was een ruimtevaartprogramma van de Sovjet-Unie. Het bestond uit twee aparte series onbemande ruimtevaartuigen die gelanceerd werden tussen 1964 en 1970.
De eerste serie was gebaseerd op de 3MV-planeetsonde en had de bedoeling onderzoek te doen naar de dichtstbijzijnde planeten. De tweede serie bestond uit het testen van een ruimteschip dat de bedoeling had om bemande vluchten rond de Maan te maken. Dit programma maakte gebruik van een uitgeklede versie van het Sojoez-ruimteschip, namelijk het dienstencompartiment, de terugkeercapsule, maar niet het onderdeel dat gebruikt werd voor vluchten rond de Aarde.

## Ruimtevluchten gebaseerd op de 3MV-planeetsonde
De eerste drie vluchten maakten gebruik van de 3MV-sonde en hadden de bedoeling Venus en Mars te onderzoeken. De Sovjets verloren het radiocontact met Zond 1, die 2 april 1964 naar Venus was vertrokken, en met Zond 2 die vanaf 30 november 1964 op weg was naar Mars. Zond 3 werd op 18 juli 1965 naar de Maan gestuurd en fotografeerde als tweede ruimteschip de achterzijde van de Maan. Daarna vloog hij door naar Mars, waarbij de besturing en het contact over grote afstanden getest werden.

## Vluchten rond de Maan
De ruimtevluchten Zond 4 tot en met 8 waren testvluchten in het kader van de wedloop met de Amerikanen om als eerste op de Maan te zijn. Het ruimteschip Sojoez 7K-L1 (kortweg L1) werd gebruikt voor vluchten met de Maan als bestemming, in een uitgeklede versie om lancering vanaf de Aarde naar de Maan mogelijk te maken. De sondes werden gelanceerd met de Proton-draagraket, die net sterk genoeg was om de Zond op een traject en meteen weer terug te sturen. Met kleine aanpassingen kon de Zond ook kosmonauten meenemen.
Aanvankelijk was zowel de nieuwe protonraket als de nieuwe Sojoez niet betrouwbaar, maar men boekte vooruitgang met de testvluchten. De grootste moeilijkheden tussen 1967 en 1970 (Zond 4 en Zond 8) ontstonden bij de terugkeer in de aardse dampkring. Met de Zond werden alleen onbemande vluchten gemaakt. Vier daarvan leden aan storingen die een bemanning het leven zouden hebben gekost. Wel werden gegevens verzameld over micrometeorieten, zonnewind en kosmische straling, magnetische velden, en radioverbindingen. Er werden foto’s gemaakt en biologische ladingen meegenomen.

### Interplanetaire vluchten
| Sonde  | Type                      | Lancering   | Einde     | Slot                  | Opdracht           |
| ------ | ------------------------- | ----------- | --------- | --------------------- | ------------------ |
| Zond 1 | 3MV-interplanetaire sonde | 2-4-1964    | 14-5-1964 | Contact verloren      | Scheervlucht Venus |
| Zond 2 | 3MV-interplanetaire sonde | 30-11- 1964 | mei 1965  | Contact verloren      | Scheervlucht Mars  |
| Zond 3 | 3MV-interplanetaire sonde | 18-7-1965   | mei 1966  | Radiocontact verloren | Scheervlucht Maan  |

### Sojoez 7K-L1-testvluchten
| Sonde                          | Type         | Lancering                     | Einde                                      | Slot                                                 | Opdracht                                                                      |
| ------------------------------ | ------------ | ----------------------------- | ------------------------------------------ | ---------------------------------------------------- | ----------------------------------------------------------------------------- |
| Kosmos 146                     | Sojoez 7K-L1 | 10-3-1967                     |                                            |                                                      | door middel van Proton in zeer hoge elliptische baan rond aarde               |
| Kosmos 154                     | Sojoez 7K-L1 | 8-4-1967                      |                                            |                                                      | door middel van Proton; mislukte poging in baan langs de Maan te komen        |
| Zond 1967B                     | Sojoez 7K-L1 | 22-11-1967                    | mislukte lancering                         | kwam 300 km verderop neer                            | ontsnappingsraket werkte goed                                                 |
| Zond 4                         | Sojoez 7K-L1 | 2-3-1968                      | 7-3-1968                                   | Zelfvernietiging op 12 km hoogte bij terugkeer Aarde | nieuwe systemen getest                                                        |
| Zond 1968A                     | Sojoez 7K-L1 | 23-4-1968                     |                                            | Mislukte lancering                                   |                                                                               |
| Zond 1968B (Zond 7K-L1 s/n 8L) | Sojoez 7K-L1 | 21-7-1968                     | Rakettrap explodeerde op platform, 3 doden |                                                      |                                                                               |
| Zond 5                         | Sojoez 7K-L1 | 15-9-1968                     | 21-9-1968                                  | terugkeer naar aarde                                 | vloog achter de Maan om op 18-9-1968; had onder andere schildpadden aan boord |
| Zond 6                         | Sojoez 7K-L1 | 10-11-1968                    | 17-11-1968                                 | achter Maan om op 14-11-1968                         |                                                                               |
| Zond 1969A                     | Sojoez 7K-L1 | 20-1-1969                     |                                            | Mislukte lancering                                   | ontsnappingsraket werkte goed                                                 |
| Zond L1S-1                     | Sojoez 7K-L1 | 21-2-1969                     |                                            | Mislukte lancering                                   | ontsnappingsraket werkte goed                                                 |
| Zond L1S-2                     | Sojoez 7K-L1 |                               | Mislukte lancering                         | ontsnappingsraket werkte goed                        |                                                                               |
| Zond 7                         | Sojoez 7K-L1 | 7-8-1969                      | 14-8-1969                                  | terug naar Aarde na scheervlucht Maan op 11-8-1969   |                                                                               |
| Zond 8                         | Sojoez 7K-L1 | 20-10-1970                    | 27-10-1970                                 | terug op Aarde na scheervlucht Maan op 24-10-1970    |                                                                               |
| Zond 9                         | Sojoez 7K-L1 | gepland maar nooit uitgevoerd |                                            |                                                      |                                                                               |
| Zond 10                        | Sojoez 7K-L1 | gepland maar nooit uitgevoerd |                                            |                                                      |                                                                               |